# Fujiwara no Tsuginawa
Fujiwara no Tsuginawa (藤原継縄, [[[727]]-796] Erro: {{japonês}}: texto da transliteração contém caractere não latino (pos 15) (ajuda)) , também conhecido como Fujiwara no Tsugutada e Monozomo no Udaijim, foi um estadista, membro da Corte e político durante o Período Nara da história do Japão.
Filho de Fujiwara no Toyonari foi líder do Ramo Nanke do Clã Fujiwara.

## Carreira
Tsuginawa entrou para a corte durante o reinado do Imperador Kammu.
Em 766 (2º ano de Tenpyō-jingo) Tsuginawa se tornou Sangi.
Em 780 (11º ano de Houki)  Tsuginawa se tornou Chūnagon.
Neste mesmo ano Tsuginawa recebeu o título de sei-i-tai shogun (征夷大将軍, lit. "Grande General Apaziguador dos Bárbaros") para comandar uma expedição ao norte de Honshu para combater os emishi.
Em 783  (2º ano de Enryaku) Tsuginawa foi nomeado Dainagon.
Em 788 (1º mês do 7º ano de Enryaku) Tsuginawa participa da cerimônia de maioridade do príncipe herdeiro Ate-Shinno (安殿親王) que se tornaria o Imperador Heizei.
Em 27 de fevereiro de 790 (2º mês do 9º ano de Enryaku) Tsuginawa foi nomeado Udaijin.

Em 796 (16º dia do 7º mês do 9º ano de Enryaku): Tsuginawa morre aos 69 anos.
 
| Precedido por Fujiwara no Toyonari | -- 3º Líder dos Nanke Fujiwara (727 - 796) | Sucedido por —                     |
| Precedido por Fujiwara no Korekimi | 20º Udaijin (790 - 796)                    | Sucedido por Príncipe Miwa         |
| Precedido por Fujiwara no Korekimi | Dainagon (783 - 790)                       | Sucedido por Fujiwara no Oguromaro |
| Precedido por Ninguém              | -- Seii Taishōgun (780 - 783)              | Sucedido por Ōtomo no Otomaro      |